# Lost Stars
"Lost Stars" é uma canção interpretada por Adam Levine, vocalista do grupo Maroon 5, a canção foi lançada como parte do filme Begin Again. A faixa foi lançada em 23 de enero de 2015 pelas gravadoras ALXNDR, 222, Polydor e Interscope no Estados Unidos. A canção foi incluida nas faixas bônus do álbum V do Maroon 5.

## Desempenho nas paradas
| Paradas (2014)                           | Melhor posição |
| ---------------------------------------- | -------------- |
| França (SNEP)                            | 145            |
| Indonésia (Digital Songs)                | 3              |
| Malásia (Digital Songs)                  | 16             |
| Filipinas (Digital Songs)                | 1              |
| Singapura (Digital Songs)                | 5              |
| Coreia do Sul (GAON International Chart) | 1              |
| Tailândia (Digital Songs)                | 1              |
| Vietname (Music Weekly Asia)             | 6              |